# Acitretina
La acitretina, que se vende bajo el nombre comercial de Soriatane entre otros, es un medicamento que se utiliza para tratar la psoriasis, el lupus discoide, la ictiosis y la enfermedad de Darier. Sólo se recomienda su uso en casos graves de la enfermedad en los que otros tratamientos no son eficaces. Se toma por vía oral. Los beneficios completos pueden tardar de 2 a 3 meses. 
Entre los efectos secundarios más frecuentes se incluyen inflamación de los labios, caída del cabello, picor, sequedad ocular,y dolor articular. Otros efectos secundarios pueden ser pensamientos suicidas, problemas hepáticos, facilidad para sufrir quemaduras solares e hipertensión intracraneal benigna. Su uso durante el embarazo o los dos años previos al mismo puede dañar al bebé. Pertenece a la familia de los retinoides. Se cree que actúa evitando que el retinol se convierta en ácido retinoico.
La acitretina fue aprobada para uso médico en los Estados Unidos en 1996. Está disponible como medicamento genérico. En los Estados Unidos, un mes de tratamiento cuesta alrededor de 90 USD. En el Reino Unido, esta cantidad cuesta al NHS alrededor de 25 libras a partir de 2021. Después de nosotros, una persona no debe donar sangre durante al menos tres años debido al riesgo de defectos de nacimiento en los que reciben la sangre.